# Jørn Buch
Jørn Buch (født 1. februar 1945 i Skydebjerg Sogn på Fyn) er en tidligere seminarielektor i Haderslev, hvor han endnu bor. Han arbejder nu som foredragsholder, især om slesvigsk historie.
I 1945 flyttede Buch-familien tilbage til Sønderjylland til Vedsted ved Haderslev, efter at faderen, bagersvend Søren Chr. Buch, der var aktiv i modstandsbevægelsen under krigen, var taget til Fyn.  I 1956 købte forældrene et bageri i Vestergade i Tønder, og Jørn Buch blev student fra Tønder Statsskole 1965.
Han blev folkeskolelærer fra Haderslev Seminarium i 1968, og han blev cand.phil. i historie fra Aarhus Universitet i 1974.
Han var dernæst adjunkt som historielærer på Haderslev Statsseminarium indtil 1985.
Buch var ansat i Danmarks Radio 1985-1994 som specialmedarbejder i grænselandsspørgsmål, dansk-tyske relationer og mindretalsforhold. Han var lektor i historie på Haderslev Statsseminarium 1994-2013.
Jørn Buch var i 1993/94 kortvarigt formand for Grænseforeningen og er ekspert i grænselandets forhold og historie. Han er forfatter af faglitteratur.
Jørn Buch skrev på opfordring jubilæumsbogen til Rønshoved Højskoles 100-årsjubilæum, men uden at have en kontrakt, hvad han efterfølgende fortrød, da højskolen sprang fra, da bogen var klar til udgivelse. Bogen havde været igennem fagfællebedømmelse (peer review); men det afgørende dødsstød var ifølge Buch, at et bestyrelsesmedlem var imod dele af bogens oplysninger. Buch udgav efterfølgende bogen på sin egen hjemmeside og tilrettede forordet med oplysninger om forløbet.